# Kozma L. György
Kozma L. György (Arad, 1940. január 1. – 2021. december 23.) orvos, tüdőgyógyász, az orvostudományok doktora, orvosi szakíró. Kutatási területe: az időskori tüdőgyógyászat.

## Életútja
Középiskolát szülővárosában végzett, orvosi diplomát a Marosvásárhelyi Orvosi és Gyógyszerészeti Egyetemen szerzett (1962). Pályáját a torjai tüdőszanatóriumban kezdte. A Megyei Tükör és A Hét hasábjain közölt cikkeket Európa legnagyobb mofettájáról, a Büdösbarlangról, s mint a szanatórium igazgatója létrehozta Románia első fiziogeriátriai osztályát. Doktori disszertációja a tüdőgyógyászat és a geriátria (=öregkori betegségek gyógyászata) összefüggéseit taglalta. Távol-keleti utazása nyomán A felkelő nap mosolya (Kolozsvár : Dacia Könyvkiadó, 1974. 188 p. ill.) cím alatt megírta Japánban szerzett tapasztalatait. 1976-tól Aradon élt, a Vörös Lobogó orvosi rovatát szerkesztette.